# جون أندريه (لاعب كرة قاعدة)
جون أندريه (بالإنجليزية: John André)‏ هو لاعب كرة قاعدة أمريكي، ولد في 3 يناير 1923 في بروكتون في الولايات المتحدة، وتوفي في 25 نوفمبر 1976 في Centerville, Massachusetts ‏ في الولايات المتحدة.

## وصلات خارجية
- جون أندريه على موقعبيزبول رفرنس.كوم (الدوري الرئيسي) (الإنجليزية)
- جون أندريه على موقعبيزبول رفرنس.كوم (الدوري الثانوي) (الإنجليزية)
- جون أندريه على موقع مشجعي الرسوم البيانية (الإنجليزية)